# Kappa Octantis
Kappa Octantis är en Am-stjärna i Oktantens stjärnbild.
Stjärnan har visuell magnitud +5,56 och är synlig för blotta ögat vid god seeing. Den befinner sig på ett avstånd av ungefär 275 ljusår.